# David O'Donnell
David J. O’Donnell (Wellesley (Massachusetts), 20 november 1974) is een Amerikaans acteur, filmproducent en scenarioschrijver.

## Biografie
O'Donnell heeft acteren geleerd aan de beroemde Beverly Hills Playhouse in Beverly Hills.
O'Donnell begon in 1996 met acteren in de film The Trigger Effect. Hierna heeft hij nog meerdere rollen gespeeld in films en televisieseries zoals Air Force One (1997), Thirteen Days (2000), Days of Our Lives (2008-2009) en Handsome Sportz Klub (2011). 
O'Donnell is in 2006 getrouwd.

## Filmografie

### Films
Uitgezonderd korte films.
- 2022 A Cozy Christmas Inn - als Andy Holliday
- 2017 In Search of Fellini - als Robert
- 2017 Inspired to Kill - als Alan
- 2016 A Christmas in Vermont - als Wyatt Davis
- 2016 Kat Fight! - als echtgenoot
- 2016 The Hub - als Steve O'Connor
- 2016 Messengers - als James
- 2016 Merry Kissmas - als Carlton
- 2015 His Secret Family - als Jason
- 2015 Faith of Our Fathers – als Cowboy Ted
- 2015 The Squeeze - als John Tom
- 2014 Christmas Under Wraps - als Andy Holliday
- 2014 Nowhere Girl - als Justin
- 2013 Who the F Is Buddy Applebaum – als Jesse
- 2012 Nuclear Family – als David
- 2012 Wyatt Earp's Revenge - als Conrad
- 2011 My Dog's Christmas Miracle – als Farbice
- 2011 12 Wishes of Christmas - als Andy
- 2011 A Christmas Weddint Tail – als Frank
- 2010 True Blue – als Steven Harris
- 2010 The Dog Who Saved Christmas Vacation - als Sotherby
- 2009 Decomposing Tony Maslow – als Tony Maslow
- 2008 A Christmas Proposal – als Rick
- 2008 Dear Me – als Desmond
- 2006 Magma: Volcanic Disaster – als C.J.
- 2005 The Rain Makers – als Paulo
- 2005 Dirty Love – als Jake
- 2005 Guy in Row Five – als goed uitziende man
- 2004 L.A. Twister – als eerste regisseur
- 2003 Silent Warnings – als Stephen Fox
- 2002 The Big Time – als George
- 2001 Red Zone – als Billy Elliot
- 2000 Thirteen Days – als luitenant Bruce Wilhemy
- 1999 Made Men – als Nick
- 1999 Eating L.A. – als man
- 1998 Astoria – als Nick
- 1997 Bella Mafia – als Michael Giancamo
- 1997 Air Force One – als jonge piloot
- 1996 The Trigger Effect – als jongen die hand vasthoudt

### Televisieseries
Uitgezonderd eenmalige gastrollen.
- 2011 Handsome Sportz Klub – als Dieter Haus – 3 afl.
- 2008 – 2009 Days of our Lives – als Mark – 2 afl.
- 1997 Sabrina, the Teenage Witch – als Ramage – 2 afl.

### Filmproducent
- 2022 A Cozy Christmas Inn - film
- 2022 Snapped - televisieserie - 1 afl.
- 2020 Proxy - korte film
- 2019 A Christmas Love Story - film
- 2017 Home for Christmas - film
- 2011 Handsome Sportz Klub - televisieserie
- 2009 Tomorrow - korte film

- International Standard Name Identifier: 0000 0000 6572 7869
- Library of Congress Control Number: no2010186115
- Virtual International Authority File: 93528615
- WorldCat: E39PBJth9ghqVMPTr3WRW9hbVC